# Оппенгеймер, Кэтрин
Кэтрин «Китти» Оппенгеймер (в девичестве Кэтрин Пюнинг; 8 августа 1910, Реклингхаузен, Германия — 27 октября 1972) — германский и американский биолог, член Коммунистической партии Америки. Известна в первую очередь как жена активиста Джо Даллета, а затем физика Роберта Оппенгеймера, директора Лос-Аламосской лаборатории Манхэттенского проекта во время Второй мировой войны. В фильме Кристофера Нолана «Оппенгеймер» (2023) её сыграла Эмили Блант.

## Биография
Кэтрин Пюнинг родилась в 1910 году в городе Реклингхаузен в Германии. Она была единственным ребёнком Франца Пюнинга и его жены Кете Виссеринг, двоюродной сестры Вильгельма Кейтеля. В 1913 году Пюнинги переехали в США и поселились в Пенсильвании. В 1928 году Кэтрин поступила в Питтсбургский университет, но позже бросила учёбу. В 1932 году она вышла замуж за Фрэнка Рамсейера, годом позже развелась и сделала аборт; впоследствии она говорила, что её первый муж оказался наркоманом и гомосексуалистом.
В 1934 году Кэтрин стала гражданской женой сына богатого бизнесмена Джона Даллета-младшего, который стал профсоюзным организатором и членом Коммунистической партии США. Позже она тоже вступила в партию. В 1936 году Даллет записался в Интернациональную бригаду и отправился в Испанию, воевать на стороне республикацев. В 1937 году он погиб в бою, не дождавшись приезда супруги (та задержалась из-за операции по удалению кисты яичника). Письма Даллета Кэтрин были опубликованы отдельной книгой под названием «Письма из Испании Джо Даллета, американского волонтёра, своей жене».
В 1938 году Кэтрин вышла за доктора медицины Ричарда Стюарта Харрисона. Она получила степень бакалавра ботаники в Пенсильванском университете, начала работать в Калифорнийском технологическом институте и там познакомилась с физиком Робертом Оппенгеймером (1939). Вскоре начался роман. В 1940 году Кэтрин забеременела, развелась с Харрисоном и на следующий день зарегистрировала свой брак с Оппенгеймером. 12 мая 1941 года в Пасадене у супругов родился сын, получивший имя Питер.
В 1943 году, когда Оппенгеймер возглавил Манхэттенский проект, Кэтрин переехала вместе с ним в Лос-Аламос. Она участвовала в работе проекта — в частности, исследовала вредное воздействие радиации на человеческий организм. После 1945 года Кэтрин пристрастилась к алкоголю, пережила серию несчастных случаев, связанных с падениями и автомобильными авариями. В 1947—1952 годах супруги жили в Нью-Джерси, потом переехали на Карибы. В 1967 году Кэтрин овдовела.
Остаток жизни Кэтрин провела в платонических отношениях с Робертом Сербером, ещё одним участником Манхэттенского проекта. Она умерла 27 октября 1972 года. Её останки были кремированы, пепел развеяли недалеко от Карвел-Рок на Виргинских островах.

## В кино
Кэтрин Оппенгеймер стала персонажем фильма Кристофера Нолана «Оппенгеймер» (2023), где её сыграла Эмили Блант. В российском телесериале «Начальник разведки» (2022) её играет Мария Смольникова.